# Protocolo de Needham–Schroeder
O protocolo de Needham-Schroeder se refere a um dos dois protocolos de comunicação para uso sobre uma rede insegura, ambos propostos por Roger Needham e Michael Schroeder em um artigo em 1978. Eles são:
- O protocolo de chave simétrica de Needham-Schroeder é baseado em um algoritmo de chave simétrica. Forma a base do protocolo Kerberos. O objectivo deste protocolo é estabelecer uma chave de sessão entre duas partes em uma rede, normalmente para proteger uma comunicação futura.
- O protocolo de chave pública de Needham-Schroeder é baseado em uma criptografia de chave pública. Seu objectivo é fornecer uma autenticação mútua entre duas partes que se comunicam através de uma rede, mas na forma proposta é inseguro.

## O protocolo simétrico
Neste caso, Alice(A) inicia uma comunicação com Bob(B). Desta maneira,
- A e B são identificados como Alice e Bob, respectivamente
- S é um servidor confiado por ambas partes
- KAS é uma chave simétrica que conhece apenas A e S
- KBS é uma chave simétrica que conhece apenas B e S
- NA e NB são nonces

O protocolo pode ser especificado usando a notação de protocolos de segurança como segue:
{\displaystyle A\rightarrow S:A,B,N_{A}}
Alice envia uma mensagem ao servidor identificando-se a si mesma e a Bob, dizendo ao servidor que quer se comunicar com Bob.
{\displaystyle S\rightarrow A:\{N_{A},K_{AB},B,\{K_{AB},A\}_{K_{BS}}\}_{K_{AS}}}
O servidor gera a chave {\displaystyle {K_{AB}}} e a envia a Alice, criptografada usando {\displaystyle {K_{BS}}}, para que Alice a envie a Bob e uma cópia da chave para ela. Dado que Alice pode estar solicitando chaves para usar com pessoa distintas, o nonce dá garantia a Alice que a mensagem é recente e que o servidor está respondendo a uma determinada mensagem e a inclusão de Bob diz a Alice com quem deve compartilhar esta chave.
{\displaystyle A\rightarrow B:\{K_{AB},A\}_{K_{BS}}}
Alice reenvia a chave a Bob, que pode descriptografá-la com a chave que ele compartilha com o servidor, autenticando assim esta informação.
{\displaystyle B\rightarrow A:\{N_{B}\}_{K_{AB}}}
Bob envia a Alice um nonce criptografado usando {\displaystyle {K_{AB}}} para demonstrar que ele obteve a chave.
{\displaystyle A\rightarrow B:\{N_{B}-1\}_{K_{AB}}}
Alice realiza uma operação simples sobre o nonce, volta a criptografá-lo e o envia de volta a Bob, para que ele verifique que ela existe e que obteve a chave também.
Este protocolo é vulnerável a um ataque de replay (também identificado por Denning e Sacco). Se um atacante armazena as mensagens deste protocolo e logo descobre o valor KAB que foi usado, pode voltar a enviar a mensagem {\displaystyle \{K_{AB},A\}_{K_{BS}}} a Bob, que a aceitará e não será capaz de dizer se a chave é recente ou não (a não ser que mantenha um registro de todas as chaves que ele usou). Esse bug foi corrigido no protocolo Kerberos, com a inclusão de um timestamp.